# パワーローダー (パワードール)
パワーローダー (Power Loader) とは、工画堂スタジオ・うさぎさんチームの戦術シミュレーションゲーム「パワードール」シリーズに登場する、いわゆるリアルロボットに該当する架空の作業機械である。同社いるかさんちーむの「ブルーフロウ」および「ブルーブラスター」にもパワーローダーと呼ばれる兵器が登場するが、パワードールのものとは別種のものであるため、本稿では「パワードール」シリーズにおけるパワーローダーについて記述する。
パワーローダーは、車輪や無限軌道ではなく「脚」によって移動する。特にオムニ独立戦争から登場した、機動兵器として運用されるものを「装甲機動歩兵（装甲歩兵）」と呼び、狭義で「パワーローダー(PLD)」という場合、こちらを指す。
装甲機動歩兵は豊富な搭載兵器と優秀なアビオニクスを持ち、全天候行動能力を有する。また、バリエーションは戦闘攻撃型、偵察型、突撃型等多岐にわたり、あらゆる作戦行動に対応可能である。

## 開発背景
装甲機動歩兵は、2532年に超光速航行技術理論が確立して以来地球側との軋轢を感じ始めたオムニ軍によって、その3年後の2535年から、オムニ星が戦場になることを想定し、陸地の56%が平野と森林であるオムニの環境に適応した兵器として、配備が開始された。
開発に当たり、オムニの兵器開発チームは開拓当初から使われている二足歩行型パワーローダーに着目、兵器としての研究開発を軍に提案した。まず陸軍と防空軍が、それに遅れて海軍と海兵隊がこの開発計画に正式に参加し、2532年11月に陸海空軍機動戦闘用ローダー開発計画(ATR)として政府に正式に承認された。設計に当たり、民間機を兵器にフィードバックすることは不可能であったため、基本設計を元にレイランド･ダグラス社によって再設計が行われた。装甲機動歩兵が陸戦兵器であるにもかかわらず、搭載された電子装置をベトロニクスと呼ばずにアビオニクスと呼ぶのは、このレイランド･ダグラス社が航空機メーカーであったことに起因する。

## 装甲機動歩兵の歴史
以下、単に「PLD」と書いてある場合は、装甲機動歩兵を指す。また、特に記さない限り、オムニ独立戦争時にオムニ軍がジアス動乱時のPLDを運用している「パワードールFX」「パワードール・オムニ戦記2540」は外してある。

### オムニ独立戦争（パワードール）時のPLD

#### オムニ独立軍
オムニ軍のPLDは人間に近いプロポーションを持つことで知られている。これは、武器を手に持って立ったときに、武器が地面と接触しないようにした結果腕が短くなり、パイロットを守るためにコックピットを機体背面に移し、可動範囲の広い照準装置として「頭」を備え付けたためである。このため、敵味方に「巨人兵」という心理イメージを与えることとなった。また、ブロック構造を大幅に取り入れられており、修理や仕様変更を容易としている。
この「パイロットを守るためにコックピットを機体背面に移す」という発想は、実在の兵器であるイスラエルのメルカバ主力戦車と類似している。オムニ独立軍も、イスラエル軍同様に過度の死傷者を出すことが命取りとなると考えたのであろう。
PD-204Y〜PD-207 「X-1」（本編未登場）
ATR計画によって誕生した史上初のPLD。プロトタイプのPD-204Yは技術的な問題は多かったものの、その高いテスト結果は軍上層部に可能性を示すには十分なものであった。その13ヵ月後に完成したアップデート版PD-207Yはテストの結果正式採用が決定、X-1と命名された。駆動系には燃料電池を動力とする人工筋肉「PAM(Piezoelectric Artificial Muscle)」が採用されている。装甲は軽量化のため、燃料電池周辺やコックピット以外は薄く、重機関銃の連射を受けると貫通されてしまう程度でしかなかった。武装は両手以外にも背部のパイロンに2つ装備可能。初の実戦配備は2535年の独立戦争勃発直後であり、機甲師団の後方支援部隊であった。その後積極的に改良が進められ、初期型と後期型とでは搭載兵器がかなり異なる。X-1/Bという複座機も存在するが、これは単に「X-1のコックピットブロックを複座型に乗せ変えたもの」という意味しか持たず、シリアルナンバー上はX-1と区別されていないばかりか、ブロックナンバーも単座、複座両方のものが併記されている。頭部の主照準装置の単眼から、地球政府軍兵士からは「サイクロプス」と呼ばれていた。X-1C及びX-1C/Nの部隊配備が軌道に乗って以降、31機のX-1が転換訓練用の練習機PD-207Tに改修された。最終生産数は120機。
PD-301 「X-1C」（本編未登場）
X-1の実戦データ、および地球政府軍の兵器のデータを基に造られた、X-1の性能向上タイプ。主な改良点は、リアクティブアーマーによる装甲の強化、アビオニクスの強化、火器管制装置の変更、それらに伴う燃料電池の大容量化とPAM出力強化、そしてユーザインタフェースの改良である。操縦桿をHOTASに改め、密閉式のコックピットを背負う形になっているオムニ軍のPLDにおいて問題であった視界の確保を、ヘッドマウントディスプレイを発展させたゴーグル型モニタ「ANVTG(Actine Night Vision Trace Goggle)」を採用することで解決している。これにより戦闘力は倍増したが、機種転換を困難なものとした。そのため、初期生産は練習用の複座機X-1C/Bが重点的に行われた。また、ブロックナンバー、シリアル共に単座、複座で別々のものを使用するようになった。ANVTGを採用したにもかかわらず、それとは別に従来型のモニタもコックピットに備えられている。これはANVTGの解像度が従来型モニタよりも悪く、高解像度を要する情報を読めないことと、労働法規上ANVTGを6時間以上使用できないことの2点のためである。前者はX-3系の途中で解消されたが、それでも従来型モニタはバックアップやメンテナンス、そして長時間の作戦のために搭載され続けた（これは100年後のX-5系及びX-10系でも同様である）。単座機に緊急時の脱出装置として、射出座席の採用を開始したが、攻撃された場合仰向けになることが多いPLDにとって、逆に危険であるとしてパイロットから不評を買い、勝手にロケットモーターを外されることすらあった。そのほか、対空戦闘力向上のため背中に地対空ミサイルが搭載可能となり、頭がより上を向けるよう首関節も改良された。アビオニクス強化は全天候運用能力の獲得を狙ったもので、コストを抑えるために、フル装備仕様の指揮官機X-1C/Nと簡略版の一般機の連携で行う予定であったが、指揮官にそのような余裕はなく、データリンクシステムの能力不足が加わってこの目論見は破綻し、結局全面的なX-1C/Nへの移行と、X-1C/Bの指揮官機への転用で対応することとなった。また、大型燃料電池とリアクティブアーマーの採用は、アビオニクス強化におけるスペース不足という深刻な問題を生み出した。X-1同様頻繁に仕様変更が行われ、多数のバリエーションを持つ。特にX-1C/Bの指揮官仕様であるブロック22は、野戦修理廠で改造を行うことで造られたため、サブシートに通信機を取り付けただけの物から、複座型X-1C/NであるX-1C/ND相当に大改造を加えられたものまで、ものの見事に仕様がバラバラであった。
PD-303 「X-1C/N」（本編未登場）
新型アビオニクスや機器類を搭載し、夜間攻撃能力を持った改良型。今日PLDの特徴の1つとされる全天候運用能力を備えた、「真のX-1C」と呼ぶべき機体である。当初「X-1/CとX-1C/N」で実現する予定だったこの構想は、本機とその複座機X-1C/NDで実現されることとなった。X-1Cで問題となっていたスペース確保のために積層装甲を使用し、それまでのPLDの弱点であった装甲の薄さを克服しているだけでなく、戦術の幅が広がり、ついにはPLDのみの部隊編成も可能となった。しかしこの時点で、基本設計上、性能向上は限界に近かった。X-1C、X-1C/Nを合計した最終生産数は374機。
X-1系は頻繁に改良が加えられたため、本項で書ききれないほどの無数のバリエーションが存在する。前線では、各モデルの特徴が入り混じり、X-1系であることには間違いないが、どのモデルかはっきりしないものもいくつか出現した。これらはブロック構造による修理の容易さと、パーツ価格の高騰が生み出した、前線でのパーツのやりくりによる産物である。
YD-540 「YX-2」及びPD-S401 「X-2」（本編未登場）
機動性と局地戦闘能力を生かした、PLDのみの特殊部隊創設を狙い、次期主力PLD開発計画（ATR-XL）に基づいて開発された第2世代PLDのプロトタイプ。外見上の特徴として、X-1系より小型化している点と（X-1C/Nの全高が6.82mに対し、6.00m以下まで縮小、また重量も8.2tから6.6t以下まで軽量化された）、心理的効果が考慮された双眼を持つ人顔が挙げられる。空挺降下能力を有し、降下ユニット装備のため、パイロンは両肩に装備された。パイロンに装備される武器において、X-1系との互換性はない。また操作系は「System50」と呼ばれるレイアウトを採用している。X-2として正式採用は承認されたが、一度も実戦配備されることはなく、その活躍はX-3系のテスト機や転換訓練用の練習機としてのものにとどまった。最終生産数は23機で、X-3系の生産ライン立ち上げ試験に貢献した。
PD-505 「X-3A」
航空機からの空挺降下による緊急展開やその後の単独ミッション遂行能力を有する、第2世代のPLD。新型の燃料電池と人工筋肉「BEPAM(Bio Elastic Piezoelectric Artificial Muscle)」を採用し、単なる性能向上だけでなく、PLDのみで編成された特殊部隊という構想を見事に形にしてみせた。このX-3Aの設計は、PLDの1つの完成型として、その後のPLD設計に多大なる影響を与えている。火力とセンサー有効範囲を犠牲にし、装甲とフレーム、BEPAM出力を強化し、機動性を向上させて格闘戦に特化したPDC-506「X-3AC」、火力と装甲を犠牲にし、索敵用センサの強化、データリンクのハブ機能付与により電子戦に特化したPDR-507「X-3AR」といったバリエーションを持ち、それぞれに空挺能力のある機体とない機体とがある。空挺能力の無い機体のうち、一般部隊向けのブロック35には、本来降下ユニットを装着する部分にX-1C互換のパイロンを持っている。空挺、特にカーゴバード射出降下システム関連の操縦訓練はシミュレータ上では困難なため、複座練習機PD-T2「X-3AT」も造られ、人質救出作戦に用いられることもあった（「パワードール」本編の第3ミッション「キッドナップ」）。なお、「パワードール」本編の第1ミッション「遠すぎたダム大作戦」は、本機の開発完了の4ヵ月後にあたる2540年4月である。
PD-6051 「X-32」
X-3Aに装甲の追加、新型燃料電池の搭載、フリクションロス等の改善、アビオニクスの強化、新型冷却システムの搭載、複合螺旋型BEPAMの搭載を行い、性能を強化したもの。機動性はX-3Aの1.38倍となり、稼働時間も延長された。反応速度も飛躍的に向上し、X-3Aで見られた、機動限界付近での、機体がパイロットの操作について行かなくなる現象も解消された。しかし、フレーム自体はX-3Aのままなため、機体へのストレスは大きく、耐久性に問題を抱えている。乱暴な操縦を行うと、作戦中にすら不調を起こす危険性もある、「扱う側の腕を要求する、良い意味でも悪い意味でも、究極のX-3（タカス・ナミ談）」。後述する地球政府軍のPLDTS-3に対抗すべく開発されていたが、複合螺旋型BEPAMの量産体制が整わなかった上、TS-3が登場して間もなく独立戦争が終結したため、量産は行われず、特殊部隊向けのカスタム機としての使用に終わった。X-3A同様、格闘用のPDC-6052「X-32C」、電子戦用のPDR-6053「X-32R」が存在する。
α-9(OVA「プロジェクトα」に登場)
独立戦争末期に、新型の操縦系統「αシステム」の実験のために造られた、ワンオフの大型PLD。この時期に設計されたオムニ製PLDには珍しく、人型ではなく6脚歩行を行う甲虫のような姿をしている。分厚い装甲と速い反応速度、高い機動力、そして強力な格闘腕を持つ。当時最強のPLDであったが、独立戦争後αシステムの研究は放棄され、このことが開発者のデボラ・ヒューズとα-9パイロットを、ジアスに向かわせることとなる。
なお、X-3シリーズまではすべてコックピットはオートバイのようにシートにまたがり、オートバイに酷似したハンドルを操作して操縦する。これは起動中に発生する振動、衝撃を操縦者がバイクのライディングのごとく自身で吸収できるようにするためである。X-4シリーズ以降は改良によりコックピット内の振動衝撃は抑えられているため、車のように座席に座って操縦するように改められている。また、パワーローダーの共通仕様として足で操作するペダルはない。

#### 地球政府軍
地球政府軍のPLDは、民間機の生産設備を接収した際に得た技術を基に開発されている。オムニ軍のものと比較すると、人型にこだわらないデザインが特徴的である。比較的人型に近い格闘用機であっても、精密なマニピュレータに殴る突くなどの衝撃を与えることを嫌い、作業や銃の保持に使う腕と格闘用の腕を別々に持つなど、独創的なアイデアが盛り込まれている。
TSR-1ブラックウィドー
6脚歩行による優れた走破性を誇る車両「ATV(All-Terain Vehicle)」をベースに開発された索敵用PLD。信頼性が高く、無人運転が可能だが、自重制限が大きいため、戦闘用としての改良には無理があったようである。無人運転ができたことから、大量に生産された。なお、「ブラックウィドー(Black Widow)」とはクロゴケグモのことである。
TS-2
ルーグ・ハイルトン社の民間機「ワークマン」をベースに、戦車砲等の武装と反動吸収用の補助脚を装備した、砲撃戦用PLD。人型でないため、不当に低い評価をされがちであるが、生産性が高く、格闘戦に持ち込まれなければ、X-3系と互角に戦うことができる優秀な機体である。初期モデルのTS-2A、エンジンと装甲、脚部を強化したTS-2Bの2種類のバリエーションを持つ。
TS-2C
オムニ軍のX-1Cに対抗すべく、対PLD戦闘を主眼に入れた格闘用PLD。作業や銃の保持に使用する主腕と、格闘用のクローアームとの2対の腕を持つため、TS-2ベースでありながら全く違った外観を持つ。肝心の格闘能力は、X-3Aと互角であるが、X-3ACには劣る。
TS-3
X-3Aと互角かそれ以上の戦闘能力でありながら、高い生産性を誇る汎用型PLD。地球軍が劣勢であった戦争後期にロールアウトしたため目立った活躍はないが、オムニ軍のものでは不可能であった120mmキャノンを搭載でき、砲撃能力はX-3系を凌駕する。また抜群の生産性のため、生産数は同じ期間にX-3Aの10倍以上である。
TS-3C
TS-3の肩のパイロンをクローアームに換装し、装甲を増した格闘用PLD。格闘能力では少数生産機のX-32系やワンオフ機のα-9以外をはるかに凌駕し、通常の機体の中では当時最強のPLDであった。しかし、多くは増援到着後の反撃作戦に備えて温存してあったため目立った活躍は無く、記録に残っているのはアトランタ宇宙港の攻防戦（「パワードール」本編の最終ミッション「パワードールズ」）くらいである。生産性は高く、休戦協定後も工場をオムニ軍に接収されるまで生産され続けた。

### ジアス動乱（パワードール2～アドヴァンスドパワードール2）時のPLD

#### オムニ連邦軍
この時期のオムニ軍のPLDの特徴として、射撃戦能力の向上が挙げられる。これは砲やミサイル類の発達による装備の射程と命中精度の向上、そして「ポケット」という、予備弾倉や備品を携帯できる装備が搭載されたことの二つが原因である。さらに、一般部隊による運用性の向上も図られている。これによって格闘戦の必要性が減じた上、格闘戦能力を必要とするPLDの使われ方が相対的に減じたため、火力の低い格闘用のC型の需要が極端に小さくなることとなった。しかし、その高い機動力と生存性のため、特殊部隊では愛用されている。
PD-701 「X-4」
X-3Aの次の世代を目指したPLD。X-3系の難点であった、特殊部隊に「寄りすぎた」設計を改善し、より一般部隊での使用を容易にするための改良が重ねられている。その結果、コックピットは背部から胸部に移され、容積は拡大された（「パワードール2」本編の第5ミッション「ストームアウト」にて、人質救出ミッションでありながら単座機が使用されたことから見て、パイロットの膝に子供を乗せられるだけのスペースはあるようだ）。なお、操作系はSystem50ベースの「System50 Specification about X4」が採用され、X-3系からの機種転換はスムーズに行われたようである。また、砲撃戦能力が強化され、X-3系では不可能であった120mm砲が搭載可能となり、その気になればレールガン（LC40mmリニアキャノン）も搭載可能である。しかしこれらの改良を施した結果、機体サイズは大型化してしまったようだ。X-3系同様、格闘用のPD-C702「X-4C」と電子戦用のPD-R702「X-4R」が存在するが、先述の通り射撃戦能力の向上のため、火力に乏しいX-4Cの需要は特殊部隊や工兵部隊等に限られる。なお、X-4が最初に実戦で戦ったPLDは、後述するジアスのKX-4P、すなわち同じX-4であったといわれている。
PDF-802 「X-4+ ハーディ」
X-4の性能向上型。装甲、機動力、ポケット容量が向上しており、フル装備状態でもクリーン状態のX-3Aを上回る機動力を持つ。内戦勃発の6ヵ月後に配備が開始されたが、あまり機種転換のペースは良くなかったようだ。格闘用のPDF-C701「X-4+C」と電子戦用のPDFR-R807「X-4RR」が存在するが、格闘用機の居場所が一般部隊になかったこと、そしてX-4RRの設計の特殊性ゆえに、特殊部隊向けのPLDと化していた。愛称「ハーディ」は、独立戦争時、第177特務大隊第3中隊隊長であったハーディ・ニューランド海兵隊中佐（当時。ジアス動乱時の階級は大佐で、第177特務大隊指揮官を務める）にちなむ。ラジオドラマ「エスカペイド」には、複座機のX-4+B（型番不明）が登場している。
PDFR-R807 「X-4RR」
「X-4+R」として軍に提案された、X-4+ベースの試作型電子戦用PLD。戦闘能力を徹底的に廃し、電子戦に特化した設計になっており、軍の戦略構想に合わない機体であった。一度は開発中止に追い込まれたが、後述するX-4Sの開発が遅れたため、試作機扱いのまま特殊部隊に配備された。数ある特殊部隊の中でも、本機を実戦で運用したのはDoLLSだけであった。本機は35機しか生産されなかったが、DoLLSでの運用実績が評価されたのか、軍では量産化が目論まれているという。約100年後の未来において、本機のX-5+ベース版といえるX-5RRが出現している。
PDW-S810 「X-4S」
X-4系の最終発展型。非常に高い機動力や分厚い装甲を持ち、専用マルチセンサ「VP-1」を装備することでX-4RRに肉薄する電子戦能力を備える。しかしこれらの能力向上と引き換えに価格は高騰し、機体自体もさらに大型化している。また、SC-55/55MkII/88マルチセンサ等一部のX-3/4用装備が使用できない、搭載した装備の重量によって格闘能力が著しく減少する(ゲーム中では、装備のAP負荷1あたり白兵戦能力が3低下する)という欠点も有する。本機導入当初、マスコミから「X-4Sは第5世代のPLDではないのか?なぜX-5ではないのか?」という指摘がなされている。X-4SがX-5ではない理由として、一説にはX-4との共用部品の多さが原因といわれているが、本機についてレイランド・ダグラス社は「構想の60%も実現できていない」と述べており、更なる発展の余地を残していること、つまり「まだX-5を名乗れるほど進化していない」ということを示している可能性もある。生産数は860機を予定。約100年後の未来に、本機の直系であるPDXX-9シリーズが登場しているが、これがレイランド・ダグラス社の言う「100%のX-4S」「X-5を名乗れるまでに進化したX-4S」なのかは明らかにされていない。「パワードール2ダッシュ」では、難易度をイージーモードにすると、LC40mmリニアキャノンとX-4S専用装備とともに使用可能となる。

#### ジアス及びジアスPLA
ジアス、及びジアスPLAのPLDは、地球政府軍の残党、寝返ったオムニ軍の部隊、そしてジアスに協力する企業の3つのルートから調達されたものが殆どである。装備は、地球軍のものとオムニ軍のものが混在している。
TS-3改
独立戦争後、残されたTS-3を改修したもの。X-3A相手には互角以上の性能であったTS-3であったが、X-4相手には力不足であった。そのため、XJ-1の導入とともに前線から退き、ジアス動乱末期（アドヴァンスドパワードール2）では姿を見ることは無くなった。オリジナルには無かったポケットを2つ備える。
本項では独立戦争当時のオリジナルと区別する意味で、名称に「改」を入れているが、正式名称はあくまでも「TS-3」である。
TS-3C改
独立戦争後、残されたTS-3Cを改修したもの。格闘能力ならX-4と互角な機体であり、動乱初期のジアス主戦力であったが、格闘主体から射撃主体になる対PLD戦闘の流れについていけず、TS-3改と同じ運命をたどった。オリジナルには無かったポケットを2つ備える。
TS-3改同様に、正式名称はあくまでも「TS-3C」である。
KX-4P
寝返ったオムニ軍の部隊からもたらされたPLD。X-4のカラーをジアスのものに塗り替えただけのものである。当然、X-4C、X-4RにあたるKX-4PCとKX-4PRが存在するが、ジアスの蜂起直後にX-4Rの仕様変更があったため、KX-4PRはX-4Rよりも索敵能力で劣る。オムニ軍の敵味方識別装置からは「敵のX-4」と認識される。「パワードール2ダッシュ」本編の第8ミッション「キューブスキャン」では、X-4系とKX-4P系の混成部隊という、一風変わった編成が、謎の組織により投入されている。
XJ-1
OMI社によって開発されたPLD。元々は「YDW-R701」の型番でX-4+の次のPLDとして開発されていたもので、安定した性能と低価格により、レイランド･ダグラス社のX-4Sとは違う意味での汎用性を追求したものであったが、X-4Sにコンペで敗れたため（空挺能力の欠如が原因とされる）、ジアスに向けて販売されることとなった。機動力でこそX-4+に劣るが、総合的な戦闘力ではX-4+を上回る。バリエーションに電子戦用のXJ-1R、格闘用のXJ-1Aがあり、XJ-1Aの格闘能力はX-4S(クリーン状態)以外のオムニ軍PLDを上回る。
α-11（OVA「プロジェクトα」に登場）
ジアスに移ったデボラ・ヒューズによって開発された、ワンオフの大型PLD。パイロットはα-9のパイロットが続投した。α-9譲りの甲虫のような姿、分厚い装甲、速い反応速度、高い機動力、そして強力な格闘腕を持ち、さらに格闘腕の先端にパイルバンカーを備える。3機態勢になっており、その全てを一人のパイロットで操縦する。そのために搭載された新型αシステムは、パイロットの脳とシステムを直結させるという、人間性を無視したものであった。デボラによると、これはαのパイロットが戦闘力を求め続け、デボラがそれを叶える方法を探し続けた結果なのだという。本機はドールズによって撃破されたが、その際にパイロットは廃人となっている。

### サイフェルト戦争（パワードール3〜パワードール6）時のPLD

#### オムニ連邦軍
長らくオムニ軍はX-4シリーズの派生型を採用していたが、2635年に次期主力PLD開発計画（X-5計画）を発動した。この計画にリッペンバールト社のLVP-3シリーズとディジエム社のPDXX-9シリーズが参加。
二社のPLDは搭載されたAIの特性が異なる。LVP-3シリーズは、機体制御におけるAIへの依存度を高めにすることで練度の低い兵士でも扱いやすくなっている一方、PDXX-9シリーズは、AIへの依存度を低く抑えることでパイロットの腕が機体に反映されやすくなっている。最終的には、一般部隊での運用性が高いLVP-3シリーズがX-5として制式採用された。
LVP-30B 「X-5」
PDW-S810「X-4S」の後継機種であるLVP-001「X-4E」（本編未登場）以後省略されている空挺降下能力の付加と、制御系への「DCDMS(Dynamic Co-operation and Decision Making System)」導入を命題としたX-5計画の制式採用機でX-1から数えて第9世代のPLDとなる。この時代のPLDは全高が9mに達しており、BEPAMを用いた駆動系では分子構造の限界などにより性能向上は見込めないと考えられていたがレイランド･ダグラス社の開発した有機系人工筋肉「O-AM(Organic-Architect Artificial Muscle)」の登場により駆動系の性能向上の目処が立ち、X-5計画で採用されることとなった。なおレイランド･ダグラス社はジアス動乱の際にジアス側に協力していたことが発覚し(「アドヴァンスドパワードール2」デッドフォール作戦の第5ミッション「パーサー」)、オムニ政府から軍用機の開発が2600年まで禁止され、それ以後も軍用機開発は一切行っていない。O-AMも人工筋肉の省電力化を目的として開発されたものである。
LVP-31B 「X-5+」
LVP-30C 「X-5C」
LVP-31C 「X-5+C」
LVP-30R 「X-5R」
LVP-31R 「X-5RR」
LVP-30S 「X-5S」
PDXX-9011B 「XB-10」
X-5計画で制式採用から漏れたPDXX-9シリーズではあったが、DoLLS再編成計画が実行された際にPDXX-9シリーズのいくつかのモデルがX-10シリーズとして特殊用途専用を目的に制式採用された。DCDMSを導入しているため分類上は第9世代のPLDであるが実際は第5世代のPLD、X-4Sをベースとして設計されている。PDXX-9シリーズは、基本部分を共通モジュール化することにより特殊用途機の開発が容易となっている上、AIの特性上、腕利きのパイロットならLVP-3シリーズより高い戦闘力を発揮できるため、特殊部隊向きの機体といえる。PDXX-9011B「XB-10」はこのシリーズの基本型であり、LVP-3シリーズのLVP-30B「X-5」に相当しX-5シリーズの装備はほとんどが使えるように設計されている。PDXX-9シリーズは他に格闘用のPDXX-9032C「XC-10」、潜入工作用のPDXX-9053D「XD-10」、支援攻撃用のPDXX-9087E「XE-10」、狙撃用のPDXX-9105F「XF-10」がある（「XC-10」はLVP-30C「X-5C」と同じ接近戦を目的としているが設計思想が全く異なる）。ちなみに、未熟なパイロットが本機を使用した場合、X-4Eよりわずかに強い程度の戦闘力しか発揮できないとのこと。

#### サイフェルト共和国軍
サイフェルト軍のPLDはサイフェルトが独立した際、領土内にあるリッペンバールト社の研究施設で入手したX-5計画プランを元に開発したもので、オムニ軍のX-5シリーズとほぼ同等の性能を持っている。
Xs2
Xs2P

### サイフェルト残党勢力掃討作戦（webパワードール）時のPLD

#### オムニ連邦軍
XX-xc
白兵新型試作機の高機動特化型。
XR-11
威力偵察歩兵の高機動特化型。
XL-11
高性能狙撃歩兵の対甲射撃型。
XC-10-gold
キャサリン・バーゼル専用機。

#### サイフェルト軍
DY-da
高機能隠密機。

## PLDの武装
PLDには固定武装は一切無く、両手、肩(X-1系のみ背中)に備えられたパイロン、そしてポケット(X-4以降)に様々な武器を搭載することで、あらゆる作戦行動に対応することができる。ゲーム中では、ポケット装備以外はこれらのタイプに分類されている。
D…直接攻撃兵器
目標までが直接見渡せる範囲の敵に対してのみ有効な兵器。攻撃目標とする敵を直接指定して攻撃を指示する。目標のみを攻撃し、精密射撃が可能なD0、目標の周囲半径1ヘックスの範囲の敵にも同時攻撃可能なD1の2種があり、D1のみ臨機射撃(敵行動ターン中に行う、足止めのための射撃。ZOCの項に詳述)可能。
R…間接攻撃兵器
視界をさえぎる物の向こうも攻撃可能な兵器。攻撃目標の位置を指定して攻撃を指示する。敵のいない場所や索敵範囲外、味方のいる場所も攻撃可能であり、これを利用して敵が敷設した地雷を焼き払う、敵のいそうな場所に見当をつけて攻撃するといった使い方も出来る。R0、R1、R2、R3の4種が存在し、数字は目標の周囲半径何ヘックスが危害範囲となるかを示す。R0タイプは「パワードール2」より廃止され、Mタイプに置き換えられた。
M…ミサイル
索敵範囲内かつ射程内で、発射母機から6ヘックス以上離れている敵を直接指定して攻撃する。対空攻撃力のあるDタイプの武器で撃ち落したり、デコイで欺瞞したりという手段で回避可能。
S…煙幕兵器
攻撃目標周囲に煙幕を張る装備。「パワードール2」より廃止され、D、Rタイプの一種という扱いとなった。
A…周辺兵器
発射母機の周囲に弾幕を張る。「パワードール2」より廃止。
C,S(「パワードール2」以降)…補助装備
戦闘に使うものではなく、機体の性能向上に用いる周辺機器、及び作戦行動に使用する備品。
なお、「パワードール2」「パワードール2ダッシュ」「アドヴァンスドパワードール2」では、D1タイプ及びRタイプの武器を多用すると、エンディングで表示されるキャラクターの射撃の命中率が100%を超えるという珍現象が発生する。これは命中率を被弾させた敵の数を発射回数で割った値で示しているためで、バグではない(同様の現象は、同じくRタイプの武装を用いる自走砲による支援砲撃、航空人員による爆撃でも発生する)。
アサルトライフル(D0)
最初期のPLDより用いられている手持ち装備。人間の兵士が持つものと異なり、発射モードは3バーストのみ。照準管制を完全にPLD本体に依存するため、射撃に手間がかかる。取り回しと射程に重きを置いて進化が進んでいるが、それと引き換えに命中精度が犠牲になる傾向にある。それでも比較的命中精度が高いため、ゲーム中では主に敵機に止めを刺すのに用いられる。
スナイパーライフル(D0)
ジアス動乱末期に登場した手持ち装備。威力と命中精度は高いのだが、初のスナイパーライフルであるW-800は、実は射程はX-4S専用のアサルトライフルP-9RSと同等。敵機の索敵能力を奪う「電磁障害弾」という特殊な弾頭を用いることもできる。独立戦争時から存在していたらしく、X-1用の武装にも同様のものが存在する(本編未登場)。
サブマシンガン(D1)
最初期のPLDより用いられている手持ち装備。発射モードはフルオートのみ。速射性は高いが命中精度に難がある。ゲーム中では臨機射撃に用いられる。ジアス動乱末期には、威力を犠牲にして装弾数を増加させた、臨機射撃に特化した仕様のものも登場している。
ガトリング砲(D1)
対空用のガトリング砲をほぼそのままPLDに搭載したもの。手持ち用と肩装備の2系統が存在する。手持ち用は腰部のサポートアームに載せて使用する。ゲーム中では臨機射撃のほか、対空射撃にも用いられる。
グレネードランチャー
手持ち用と肩装備とでは全く異なったものとなっているため、別個に説明する。
手持ち用グレネードランチャー(R1)
一定の範囲に破片をばら撒く、連発式のグレネードランチャー。
肩装備グレネードランチャー(A1,D1)
対PLDショットガンとして開発されたが、独立戦争時は用途に適した散弾が開発できず、大型グレネードを使用弾として転用し、Sマインとして使用されたが、戦後散弾の開発に成功し、ジアス動乱時には本来の運用法がなされた。機械式発射機構によって低反動化されているが、そのために非常に重量のある装備となってしまっている。サイフェルト戦争時には廃止され、新たに開発された手持ち用に近い特性を持つものに置き換えられている(リニューアル版「パワードール1」に登場するのもこちらのタイプである)。
スモークディスチャージャー(S1,R2)
戦車用スモークディスチャージャーを転用した肩装備。独立戦争後には対人榴弾発射用のバリエーションも登場している。
ロケットランチャー（R1,R2)
重量がある割には威力が小さく、照準管制を完全にPLD本体に依存するため、射撃に手間がかかるためにPLDパイロットに嫌われているにもかかわらず、長射程の制圧能力を買われ、陸軍歩兵部隊の執拗な要求によって現役にある旧式の肩装備。ジアス動乱末期には、威力の問題が解消された多弾頭ミサイルに置き換えられている。
砲(D0)
PLDの主力火器として用いられる肩装備。特にX-3開発初期から使用されているMC105mm砲は低反動、高命中精度から、ジアス動乱時に威力の高いMC120mm砲が登場して以降も愛用されている。主に使用される砲弾は、対車両用のAPFSDSである徹甲弾と、対歩兵、軽装甲、PLD用の古典的な榴弾である榴散弾の2種である。なお、HESH、HEAT等の近代的な榴弾は、対戦車用途では戦車の装甲の発達のために有効打とならず、対PLD用途では直撃が望めないため廃れている。サイフェルト戦争時には手持ち用の「ハンドキャノン」が登場しているが、両手で持つ巨大なものとなっているうえに、命中精度に難がある。
無反動砲(本編未登場)
X-1シリーズ用の背中装備。X-1シリーズの構造上、機体姿勢の変更でしか照準できなかったため、射撃体勢をとるのに時間がかかり、なおかつ射撃間隔も長かったという。
速射砲(D0)
対戦車・対空両用砲を転用した、独立戦争末期に導入され始めた肩装備。初速が高いため、徹甲弾の威力は高いが、榴散弾では近接信管の反応が間に合わないという事態を生み出し、対PLD能力が低下している。独自の3バースト射撃機構を持つため、重量と反動が増大しており、砲弾の消費が激しい。
リニアキャノン(D1)
ジアス動乱時に試験導入がなされた肩装備。一説には宇宙戦艦の砲をスケールダウンしたものといわれている。小口径だが、初速がごく高いため、絶大な破壊力と多い装弾数を持つ。サイフェルト戦争時にその姿が見られないことから、PLDに搭載するには何らかの問題があったものと見られる。ゲーム中においては、X-4Sの項で述べた通り、その破壊力でゲームバランスまで破壊していた。「アーマード・コア」のWG-1-KARASAWAと並ぶゲームバランス破壊兵器と称する向きもある(初心者救済用装備であるという点も共通している)。
ミサイル(R0,M0)
肩装備のミサイルランチャーから発射する。独立戦争時はオムニ独立軍、地球政府軍ともに地球のミサイル技術を使用していたため、地球とオムニの環境の違いから射程が短くなっていた（リニューアル版「パワードール1」では、ゲームシステムの違いによりこの設定は無視されている）が、その後オムニ星向けのミサイル技術が確立し、射程が改善された。そのため独立戦争時とその後では同一名称のミサイルでも射程に大きな差ができている。サイフェルト戦争時には手持ち用ランチャーが登場している。サイズや搭載アビオニクスの都合上、電子戦機に装備不可能なモデルが存在する。
複合センサ（マルチセンサ）(C0,S0)
PLDの索敵能力を向上させる、後付け式の索敵ユニットである手持ち式、作動後5分間だけ索敵を行うポケット装備、X-4S専用の肩装備であるVP-1の3系統。ゲーム中では、最高の索敵能力を持つ機体の両手に最高スペックの手持ち式マルチセンサを装備させることが「お約束」と化していた。
プローブ
索敵できない物陰等に投げ込んで索敵を行うポケット装備。ファストルック・ファストキル（敵に見つかる前に敵を見つけ、撃破する）を行うためには必須の装備である。
スタンポッド
格闘時に用いるポケット装備。敵の格闘能力を奪う、対物スタンガンである。
スタンナックル
「パワードールFX」にのみ登場する、格闘用の固定武装。
デコイ
ミサイルを欺瞞するのに用いるポケット装備。先述の「お約束」装備等、ミサイルを迎撃できる火器を持てない際に装備する。サイフェルト戦争時には、確実性に欠けるが使用可能回数が多いチャフが登場している。ゲーム中では、敵はデコイが尽きるまでミサイルを浴びせてくるため、ミサイルを「デコイで回避する」よりも「撃たせない」方が重要である。
パッシブセンサ
ジアス動乱末期に登場したポケット装備。敵の索敵範囲に入ったことを感知し、警報を発する。同時期のX-4RR及びX-5RRには標準装備されている。
対戦車地雷
ジアス動乱末期に登場したポケット装備。敵味方を識別する能力を持つため、味方が踏んでも起爆しない。
高性能爆薬(C0)
破壊工作に用いる爆薬。PLDにポケットが無かった独立戦争時は手持ち装備であったため、爆薬設置要員の武装に悩むこととなった。
降下ユニット
空挺にて用いられる、背中に取り付けられる翼状のブースター。降下高度はX-3系用のDS/G110では450〜12000mの範囲に対応している。X-4系用のDS/GE210Bは、大型化と可動範囲の拡大が行われ、アクティブスラスターとRFC(能動的質量移動による姿勢制御システム)によって姿勢制御能力が格段に向上している。また、両肩後ろから垂れ下がる外観とグレイ･ホワイトの配色により「エンジェルウィング｣の愛称を持つ。降下中の地対空ミサイル対策として、チャフ、フレアが搭載されており(「オムニ戦記2540」にて、DS/GE210Bに搭載のチャフを使用するシーンが描かれている)、降下完了後は切り離し、投棄される。ちなみに、本ユニットが不調をきたし、安全な降下が不可能となった場合のバックアップ用パラシュート等は付いておらず、その場合は機体もろとも放棄、脱出する。これは運用思想上、降下に失敗した機体は戦力として期待できず、回収不能になりやすいためである。「オムニ戦記2540」の冒頭にて、機密保持のためにヤオ・フェイルンが降下に失敗した自機を回収しようとしているが、これは本来やってはいけないことであり、運用マニュアルでは自爆させることになっている。
自爆装置
降下失敗や作戦上の都合等で機体を回収できず、放棄しなければならない場合に機密保持のために使用する。厳密には「武装」ではないのだが、「オムニ戦記2540」にて、放棄した機体を調べようとした敵を撃破するために使用された。
この他、手榴弾と発煙弾がジアス動乱時からポケット装備として登場している。

## PLD部隊の展開方法
PLD、特にX-3系以降の空挺能力を有するものは、作戦区域に部隊を展開する方法が、徒歩以外にも多数用意されている。
通常降下
大型輸送機、または強襲輸送機から行う、比較的低い高度からの空挺降下。意図した位置に正確に展開できる反面、輸送機が対空砲火を浴びやすい。強襲輸送機はこの通常降下の確実性を上げるために考案されたものである。
高高度降下
大型輸送機から行う、高度1万m付近からの空挺降下。通常降下とは逆に、輸送機に危険はないものの、降下位置が大雑把になるという欠点を有する。
カーゴバード射出降下システム
PLDを降下ポイント上空まで放り上げるSLBM。レーダー網をかいくぐり、航空機が進入できない敵陣の奥深くに迅速に部隊を展開できる。「パワードール2ダッシュ」のおまけミッション「演習場にて…」では、ICBMサイロから発射されている。
潜水艦
海底から作戦区域に侵入し、上陸作戦に使用する。作戦終了後に部隊を撤退させるのにも用いられる。
シールドスーツ
PLDに潜航能力を与え、潜水艦が侵入できない海域からの上陸作戦を行う。

## PLDの特性
PLDの特性として、以下のものが挙げられる。
様々な作戦に対する適応性
装備を換装することで、砲撃戦や対空戦闘、破壊工作など、作戦や戦術に合わせて性質を変更できる。しかし、これは逆に言えば、装備の選択が拙ければ非常に危険であることを表している。そのため、PLDを戦線に投入する際には綿密な作戦計画を要する。
奇襲、ゲリラ戦向けの設計
PLDは「脚」を使って移動を行う。そのため、装輪･装軌車両では進入不可能な場所に進入することができ、装輪･装軌車両で進入可能な場所であっても、不整地での機動力はPLDのほうが遥かに上である。また、車両では絶対に不可能な「格闘」が可能であることから、PLDは奇襲攻撃やゲリラ戦に適している。しかし、前方投影面積が（特に人型が圧倒的に多いオムニ製では）大きいこと、関節の多い構造上榴弾の直撃に弱いこと、また、ある程度以上平らな場所であれば速力が装輪･装軌車両に劣ることから、開けた地形での戦闘には適さない。